# Plebejus patriarca
Plebejus patriarca är en fjärilsart som beskrevs av Zsolt Bálint. Plebejus patriarca ingår i släktet Plebejus och familjen juvelvingar. Inga underarter finns listade i Catalogue of Life.